# Matsuura Railway
Matsuura Railway Co., Ltd. (松浦鉄道株式会社, Matsuura Tetsudō Kabushiki-gaisha) est une compagnie de transport de passagers qui exploite une ligne ferroviaire dans les préfectures de Nagasaki et Saga au Japon. Son siège social se trouve dans la ville de Sasebo.

## Histoire
La compagnie a été fondée le 10 décembre 1987. Le 1er avril 1988, elle commence l'exploitation de la ligne Matsuura cédée par la JR Kyushu et la renomme ligne Nishi-Kyūshū.

## Ligne
La compagnie possède une ligne.
| Ligne              | Nom japonais | Terminus       | Longueur (km) | Gares |
| ------------------ | ------------ | -------------- | ------------- | ----- |
| Ligne Nishi-Kyūshū | 西九州線     | Arita - Sasebo | 93,8          | 57    |

## Matériel roulant

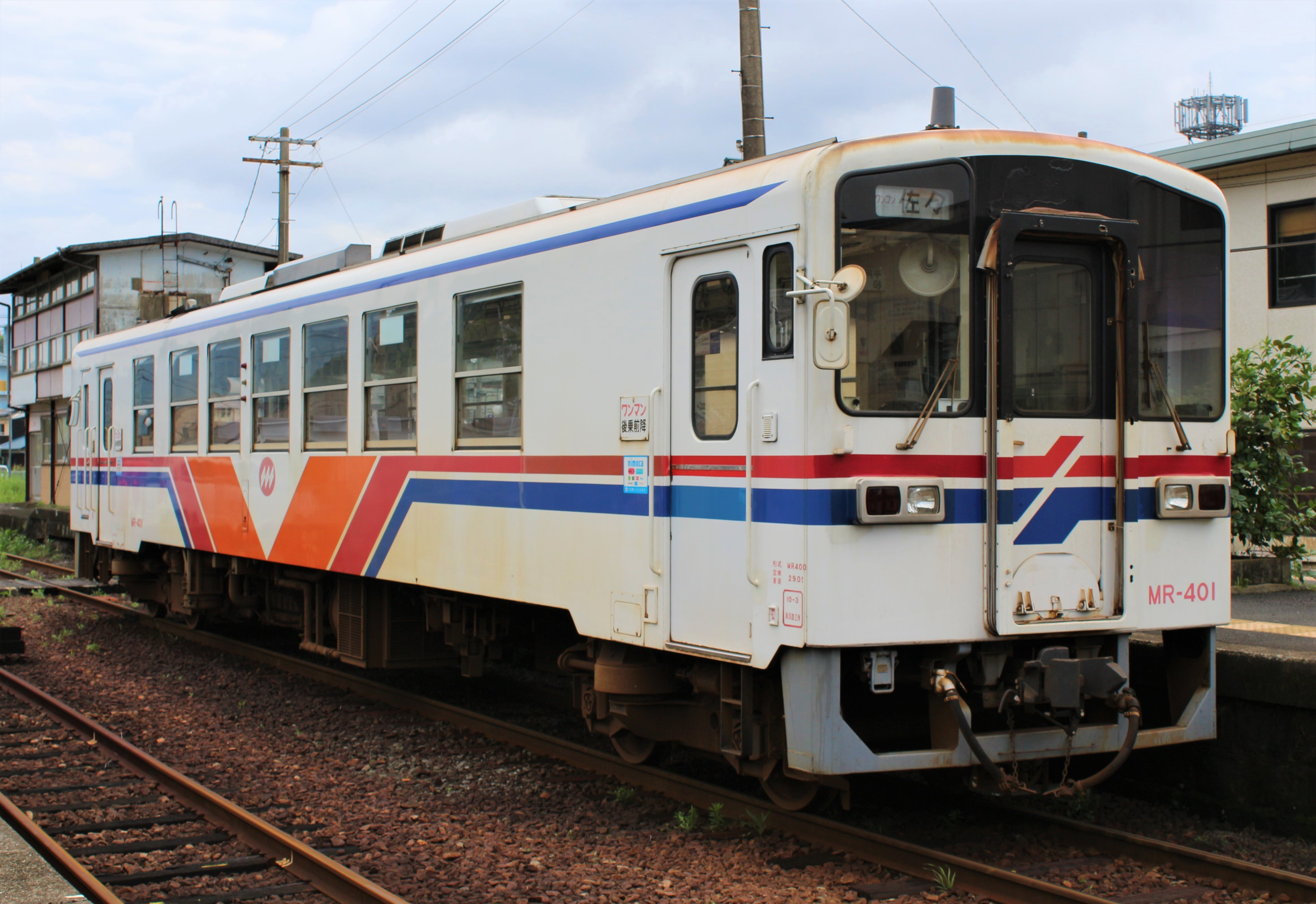
Série MR-400
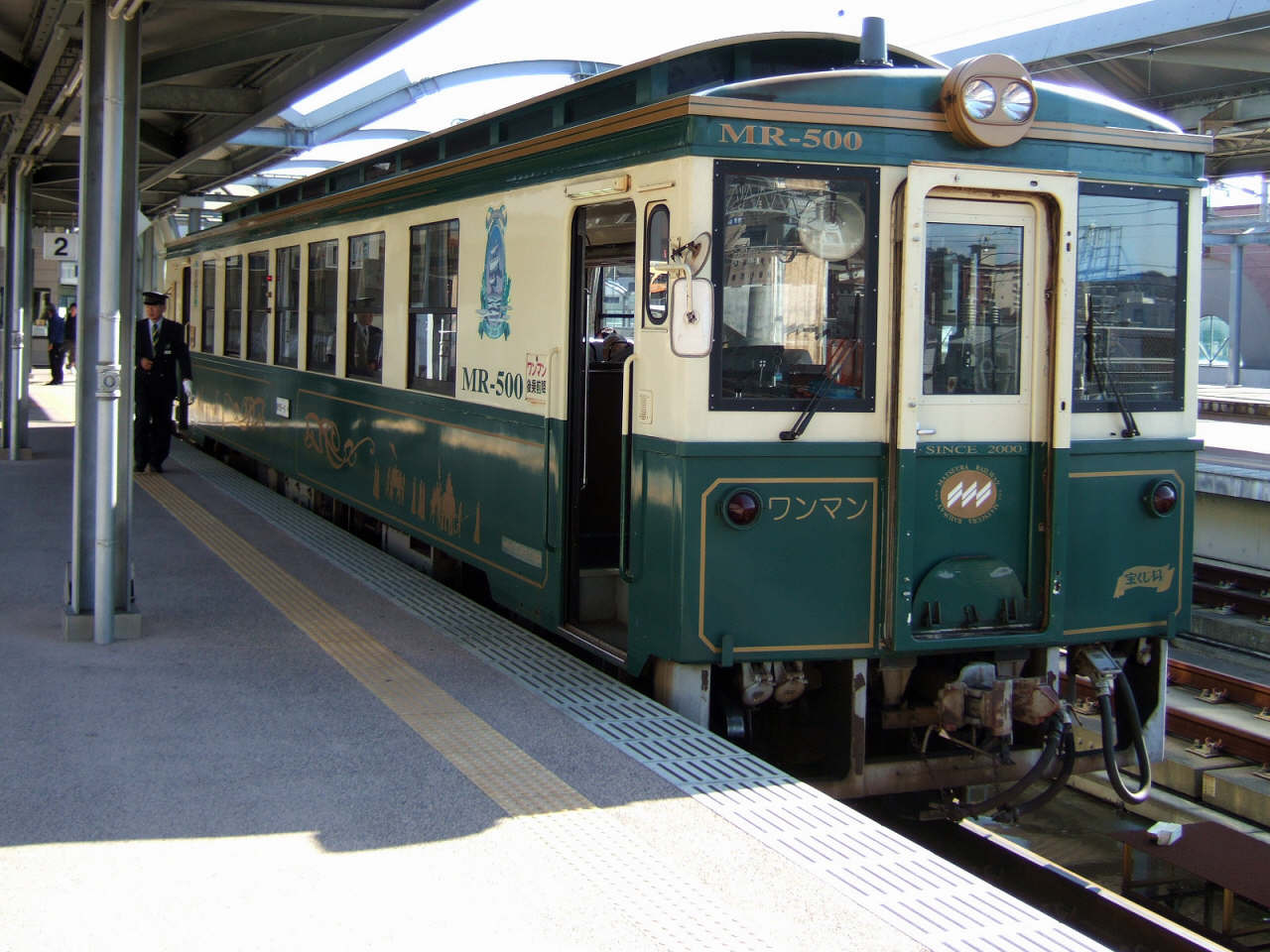
Série MR-500
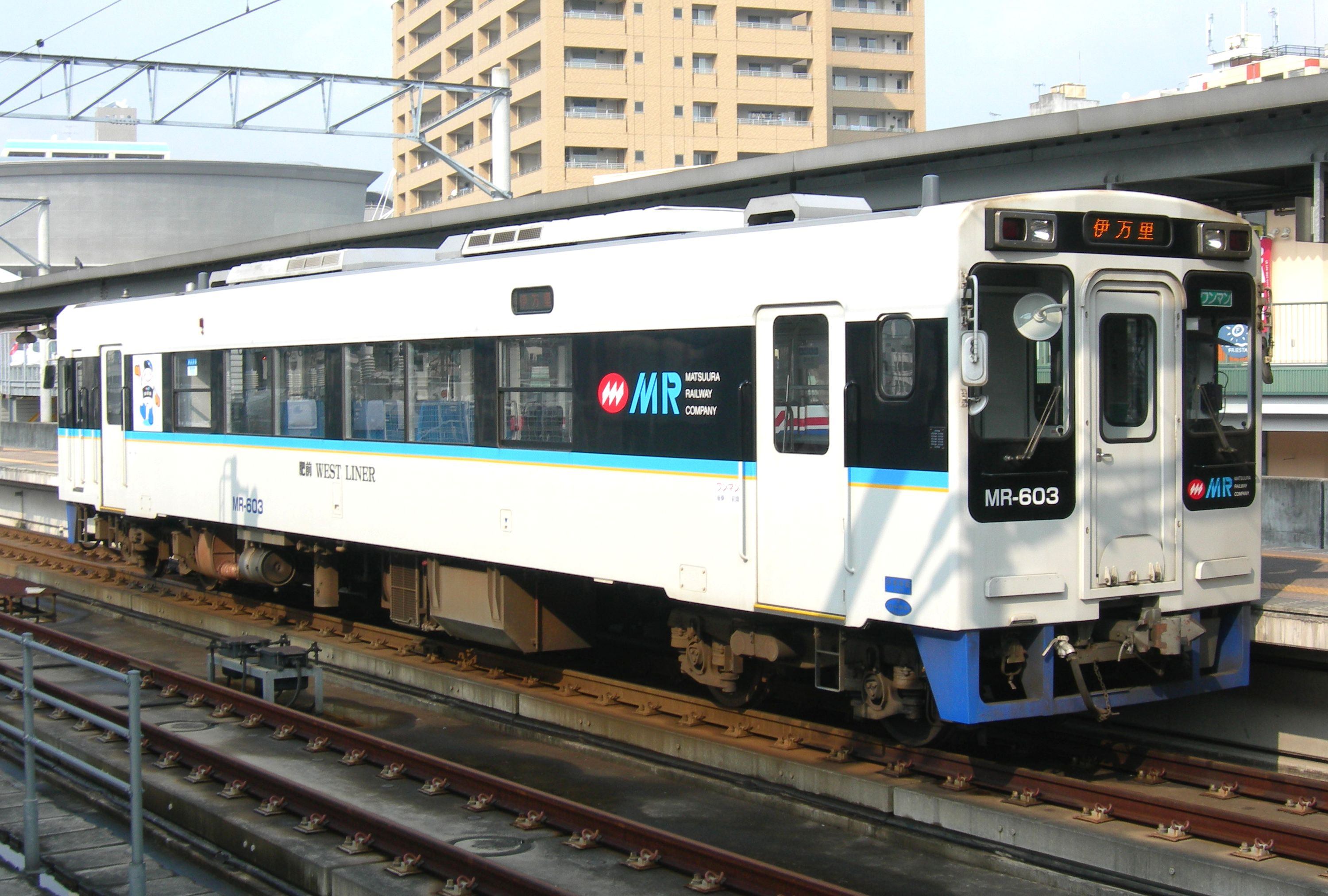
Série MR-600